# Boldhus Teatret
Boldhus Teatret var et intimt teater i København, der åbnede 4. november 1965. Det blev indrettet i en bygning på Admiralgade 26 i Indre By, som tidligere blev anvendt som papirlager. Efter teaterets lukning blev der indrettet en restaurant i lokalerne.
Navnet Boldhus Teatret refererer til, at der i Admiralgade lå et såkaldt boldhus, som Kongehuset anvendte til at spille badminton.
Teatret blev etableret af Inger Rauf, der fortsatte som dets leder indtil 2008. Målsætningen var at lave modigt og mærkeligt teater, og etableringen skete som led i en større bølge af intimteatre i Europa. Boldhus Teatret var i sin samtid også nyskabende, idet publikum befandt sig i samme lokale som skuespillerne. Det har i flere af teatrets opsætninger været udnyttet således, at publikum tilmed blev inddraget i skuespillet.
I 1974 turnerende teatret tillige på sjællandske skoler, og et gæstespil i Stockholm (Sverige), med forestillingen 13 14 15 teenagecollage, hvori bl.a. Eddie Skoller, Tommy Kenter, Ann-Mari Max Hansen og Terese Damsholt medvirkede.
I 1975 åbnede teatret yderligere scenen Strøghus Teatret i et ombygget butikslokale på Strøget. Denne scene eksistererede dog kun til 1981. Året forinden havde Rauf taget de oprindelige lokaler i Admiralgade i brug igen.
Blandt de instruktører og skuespillere, der har været tilknyttet teatret er blandt andre Klaus Hoffmeyer og Kirsten Olesen, hvis rolle i Euripides' tragedie i 1977 skabte hendes folkelige gennembrud. Tommy Kenter og Ann-Mari Max Hansen spillede sammen i stykket Forførerens Dagbog af Søren Kierkegaard i 1974.
Teatret opsatte også en periode årlige juleskuespil for børn.

## Udvalgte forestillinger
Blandt teatrets forestillinger kan blandt andre nævnes:
- Og de gav blomsterne håndjern på (Et ils passérent des mennottes aux fleurs) af Fernando Arrabal (1970).[3]
- Sandhedens hævn – En marionetkomedie af Karen Blixen (1974).[4]
- Forførerens Dagbog af Søren Kierkegaard (1974).[5]